# Carsioli
Carsioli (o Carseoli, da non confondere con l'umbra Carsulae) era un'antica città situata nel territorio degli equicoli nei pressi della contemporanea frazione di Civita nel comune abruzzese di Oricola, non distante dalla confinante cittadina di Carsoli. La città, fondata come colonia romana nel 304 a.C., era posta al confine della contemporanea Marsica con l'alta valle dell'Aniene in territorio laziale.

## Storia
Carsioli fu fondata nel 304 a.C. a seguito della campagna militare avviata del console romano Sempronio Sofo nei territori occupati dagli Equicoli e dai Marsi. Nello stesso periodo e a poca distanza lungo il confine delle stesse popolazioni italiche i romani fondarono la colonia di Alba Fucens.
Le due colonie militari romane vennero attaccate da equi e marsi contrari all'espansione dei romani nei loro territori. A Carsioli l'insediamento coloniale si avrà soltanto nel 298 a.C. con 4 000 coloni romani fatti arrivare dal dittatore Marco Valerio Massimo che obbligò le popolazioni italiche al rispetto del trattato di alleanza denominato foedus. Insieme al censore Caio Giunio Bubulco fece avviare la costruzione della via Valeria che collegherà Tibur con i territori di Carsioli ed Alba Fucens.
Durante la guerra sociale (o bellum Marsicum) del 91 a.C. la colonia rappresentò un punto militare strategico per Roma che tuttavia subì numerose perdite a seguito degli scontri avvenuti lungo gli argini del fiume Toranus (o Tolenus) contro i popoli marsi che erano insorti a causa della negazione dei diritti di cittadinanza da parte dei senatori e dell'uccisione del tribuno Livio Druso che cercò di perorare la loro causa.
In età giulio-claudia Carsioli venne elevata a municipio, mentre in epoca angioina subì la decadenza che avvenne inesorabile a favore della confinante Celle (la contemporanea Carsoli).

## Gli scavi
Il sito dell'antica città fu localizzato nel 1645 nella località di Civita di Oricola dal famoso cartografo Lukas Holstenius. Da allora nelle antiche mappe topografiche la città venne indicata nei pressi della contemporanea frazione della piana del Cavaliere. La prima vera e propria ricognizione dell'area archeologica fu eseguita nel 1901 da due archeologi, il tedesco George Joseph Pfeiffer e il britannico Thomas Ashby.
Cinta muraria e ruderi sono presenti in posizione nord rispetto all'abitato di Civita, mentre in direzione ovest, in località Muro Pertuso presso il bosco di Sesera, sono visibili i resti di un acquedotto romano.
Antichissime iscrizioni presenti in un miliare, un piedistallo, ed alcune epigrafi sono ancora visibili lungo le contrade che circondano l'antica via Valeria. Nell'area denominata Porta di Civita è emersa parte di un pavimento musivo con tessere bianche e nere. Due importanti aree archeologiche, in cui la soprintendenza archeologica ha avviato nel 1989 campagne di scavo, si trovano nella piazza centrale di Civita e nella contrada Valle San Pietro. Sono stati rinvenuti vasellame, lucerne, brocche, olle e addirittura un intero santuario arcaico, con oggetti votivi come testa di statua, mano fittile, statuette in terracotta e reperti in bronzo, databili tra il III secolo e il II secolo a.C. Alcuni resti, tra cui opere poligonali, testimoniano la presenza nel luogo di un teatro e di un anfiteatro